# Trentepohlia (Mongoma) brevicellula
Trentepohlia (Mongoma) brevicellula is een tweevleugelige uit de familie steltmuggen (Limoniidae). De soort komt voor in het Australaziatisch gebied.